# Maria Spelterini
Maria Spelterini, también conocida como Spelterina, La Signorina Spelterini, La Signorina del Niagara, o La heroína del Niagara, (Berlín, 7 de julio de 1853-19 de octubre de 1912) fue una funambulista, acróbata y artista de circo italiana, reconocida por ser la única mujer en cruzar las Cataratas del Niágara sobre un cable, en el año 1876.

## Trayectoria
Spelterini nació en Berlín pero sus padres biológicos la dieron en adopción a una familia italiana, de Livorno, que la bautizó como Maria Spelterini. Su padre adoptivo era el dueño de un circo y allí actuó desde los tres años.
Spelterini se especializó y dominó la técnica del funambulismo y para sus actos no usó ni arneses ni sistemas de seguridad. En sus espectáculos siempre vistió corpiño ajustado, capa larga y un gran sombrero, que resaltaban su femenina figura que pesaba unos 68 kilogramos.
Con sus números recorrió Europa y América. Actuó en Moscú, cruzando el río Moskva, y en San Petersburgo, donde cruzó el río Neva, a 30 metros de altura. En agosto de 1872, caminó sobre el puerto de Saint Aubin, en isla de Jersey. Durante el año 1874, Spelterini estuvo de gira por España, se presentó en el Teatro del Circo de Barcelona, en Madrid, en los Jardines del Buen Retiro, y en el Circo Price ubicado en el Paseo de Recoletos; y también, en Córdoba.
A inicios de 1875, viajó a Portugal y actuó en Lisboa. Luego, volvió a Barcelona para presentarse en varias ocasiones en el El Torín, y siguió su ruta por Valencia, donde mostró su espectáculo en el Circo Táurico. En agosto de este mismo año, Spelterini se casó con el empresario circense español, José Espósito.
A los 23 años, Spelterini fue invitada a los Estados Unidos para celebrar el centenario de la Independencia del país. Su número consistió en cruzar las Cataratas del Niágara sobre la cuerda floja, por la zona del desfiladero, acto que realizó en cuatro oportunidades durante el mes de julio de 1876, en un tiempo de 11 minutos. La primera, el 8 de julio, pasando sobre un cable de 5,7 centímetros de diámetro y 300 metros de longitud, situado al norte del puente colgante ferroviario, desde el lado americano al canadiense; la segunda, el 12 de julio, esta vez con cestas de duraznos atadas a sus pies; la tercera, el 19 de julio, con los ojos vendados; y la última,  el 22 de julio con los tobillos y las muñecas esposadas.  Spelterini se convirtió en la primera y única mujer en lograr esta hazaña, que solo había sido realizada por el funambulista francés, Charles Blondin, el 30 de junio de 1859. En algunos diarios de Nueva York se reseñó la proeza de Spelterini, así: "Blondin vencido por una mujer, más valiente que Napoleón I".
Luego visitó Argentina y en una actuación que realizó el 5 de mayo de 1877, en el Teatro Olimpo de la ciudad de Rosario, sobrevivió a una caída mientras montaba un velocípedo, cuyas ruedas no funcionaron correctamente sobre el cable. En enero de 1879, actuó en Lisboa, y de allí, volvió a España, para presentarse en julio de 1882, en una temporada en el nuevo Circo Price, ubicado en la Plaza del Rey de Madrid. y, también en los Jardines del Buen Retiro.
Como funambulista, Spelterini incluyó acciones de riesgo en sus números que fueron muy llamativos para los espectadores, tales como: cruzar la cuerda floja varias veces caminando, corriendo y bailando, de frente y de espalda, con los ojos vendados, cargando una silla que luego colocaba en el alambre y se sentaba o paraba sobre ella, disparando una metralleta desde el aire o montada sobre un velocípedo.
No existe mucha más información sobre la vida privada de Spelterini, su carrera o el lugar de su muerte. Aunque hay registros que indican que murió el 19 de octubre de 1912.

## Reconocimientos
Spelterini es reconocida en el Libro Guinness de los récords como la única mujer en cruzar las Cataratas del Niágara sobre la cuerda floja, cuatro veces, cada una de manera diferente y con mayor complejidad técnica: libre, con cestas de durazno atadas a sus pies, con los ojos vendados y con las manos y pies esposados; hazaña que no ha sido superada por ninguna otra mujer u hombre en condiciones similares. Este hecho forma parte de las historias que se cuentan en las visitas guiadas de las Cataratas del Niágara, y en algunas guías de viaje. Además, algunos libros que hablan sobre este lugar, incluyen una referencia a la vida y récord de Spelterini. La Daredevil Gallery del Niagara IMAX Theatre de Canadá, que cuenta con la mayor colección del mundo dedicada a los temerarios del Niágara, incluye también, la historia de Spelterini.
El 15 de junio de 2012, el también funambulista estadounidense, Nikolas Wallenda, logró realizar una proeza parecida a la de Spelterini, que le mereció el récord Guinness, por ser el primer equilibrista en cruzar las Cataratas del Niágara por la base –en lugar de por el desfiladero–, caminando 550 metros, desde Goat Island en Estados Unidos hasta Table Rock en Canadá, en un tiempo de 25 minutos. Aunque Wallenda estableció una nueva marca, el uso de sistemas de seguridad por exigencias de los medios que transmitieron el evento, es uno de los factores que no le hace comparable con el logro de Spelterini de 1876.
Además, ha inspirado a músicos del mundo, como la banda italiana de rock noir Belladonna, que dedicó a Spelterini en 2016, el tema número 5 del álbum The Orchestral Album, llamado Maria Spelterini. En 2017, dos músicos franceses de la banda Papier Tigre se juntaron con dos exmiembros de la banda Chausse-Trappe y formaron el grupo musical llamado: Spelterini; usaron este nombre por la asociación de su música que 'siempre está al límite', con el funambulismo de Spelterini, 'tensa pero flexible, siempre en sintonía, manteniéndose viva'.

## Galería

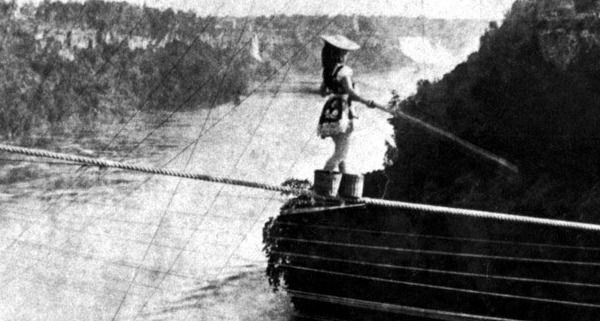
Foto de Maria Spelterini sobre el alambre
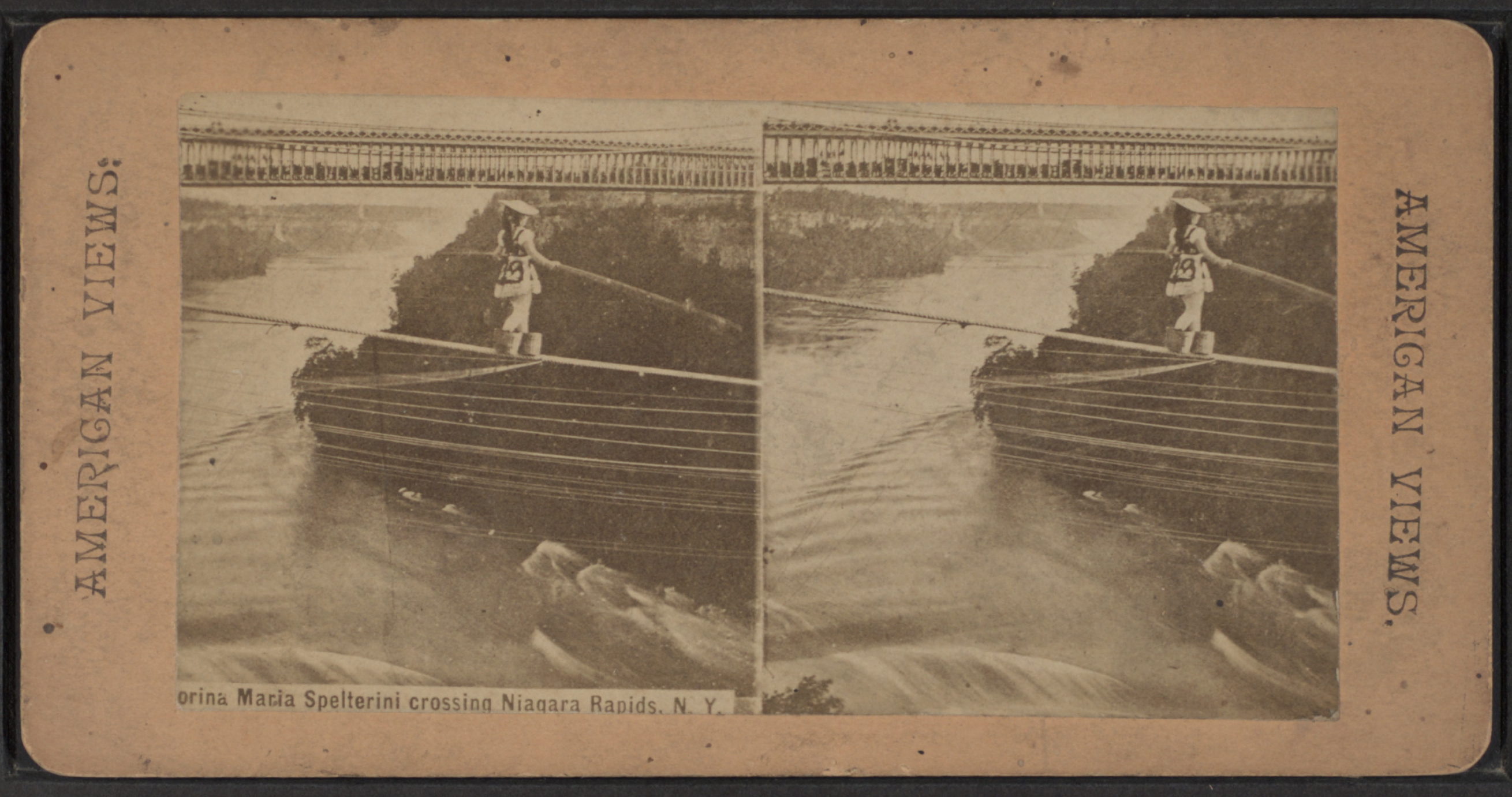
Foto de Maria Spelterini sobre el alambre cruzando las Cataratas del Niágara, Colección de estereoscopía de Robert N. Dennis
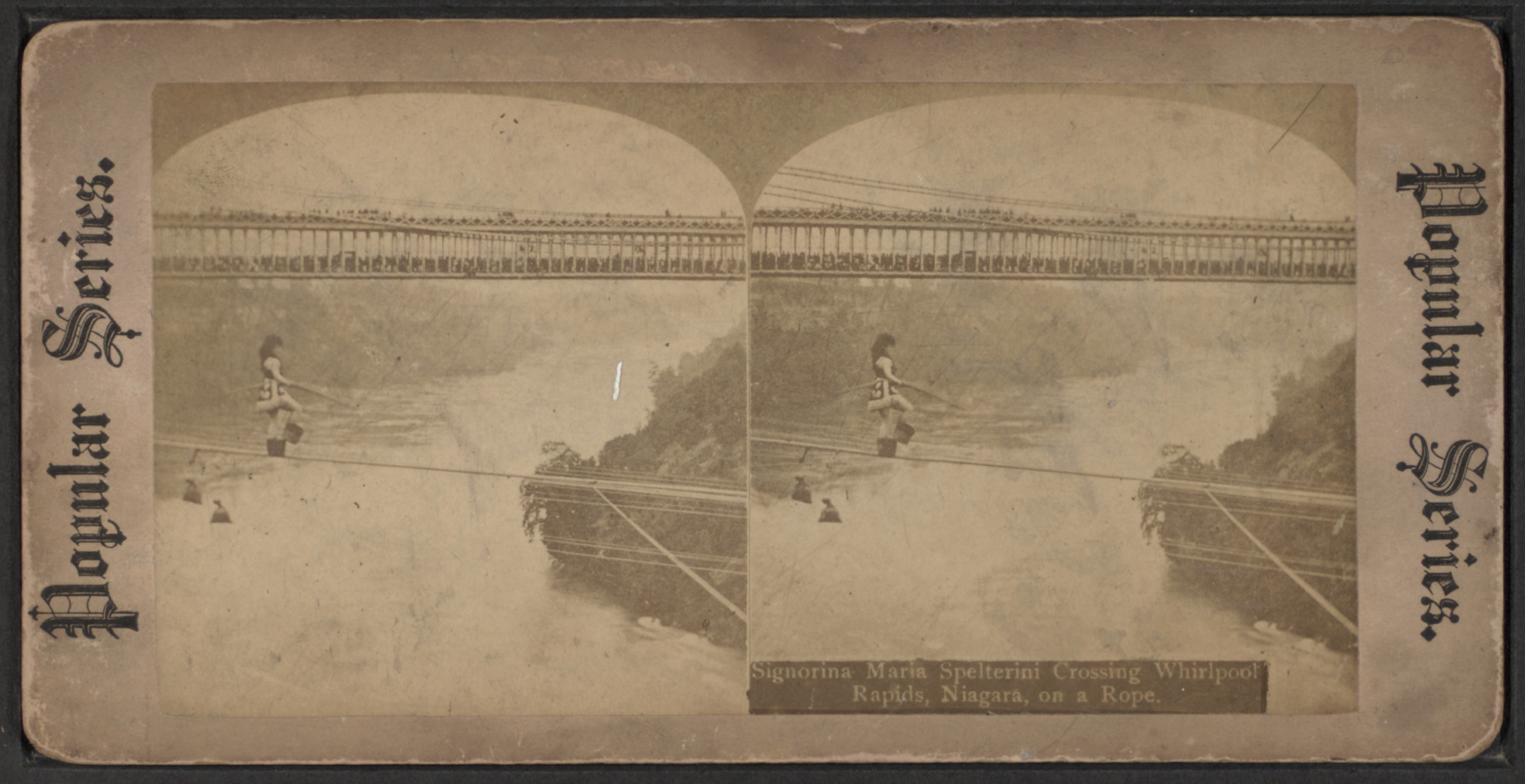
Foto de Maria Spelterini sobre el alambre cruzando las Cataratas del Niágara, Colección de estereoscopía de Robert N. Dennis